# William Mason
William Mason (ur. 24 stycznia 1829 w Bostonie, zm. 14 lipca 1908 w Nowym Jorku) – amerykański kompozytor, pianista i pedagog.

## Życiorys
Był synem kompozytora Lowella Masona. Kształcił się w Bostonie u swojego ojca i Henry’ego Schmidta. Zadebiutował publicznie jako pianista w 1846 roku na koncercie w bostońskiej Academy of Music. W latach 1849–1854 odbył studia w Lipsku u Ignaza Moschelesa, Moritza Hauptmanna i Ernsta Richtera, w Pradze u Alexandra Dreyschocka i w Weimarze u Ferenca Liszta. Występował z koncertami fortepianowymi w Europie i Stanach Zjednoczonych, po czym w 1855 roku osiadł na stałe w Nowym Jorku i poświęcił się pracy pedagogicznej. W latach 1855–1868 wspólnie z Theodore’em Thomasem i Carlem Bergmannem organizował stały cykl koncertów kameralnych. W 1872 roku otrzymał tytuł doktora honoris causa Yale College. Opublikował swoje wspomnienia pt. Memories of a Musical Life (Nowy Jork 1901) oraz szereg prac pedagogicznych: A Method for the Piano-forte (Nowy Jork 1867), A System for Beginners (Nowy Jork 1871), A System of Technical Exercises for the Piano-forte (Boston 1878), Touch and Technique (Filadelfia 1889), A Primer of Music (Nowy Jork 1894).
Skomponował Serenadę na wiolonczelę i fortepian oraz przeszło 40 utworów na fortepian o charakterze wirtuozowskim. Wydał drukiem wszystkie utwory fortepianowe Carla Marii von Webera (Nowy Jork 1893).